# Okręgowe rozgrywki w piłce nożnej woj. białostockiego (1934)

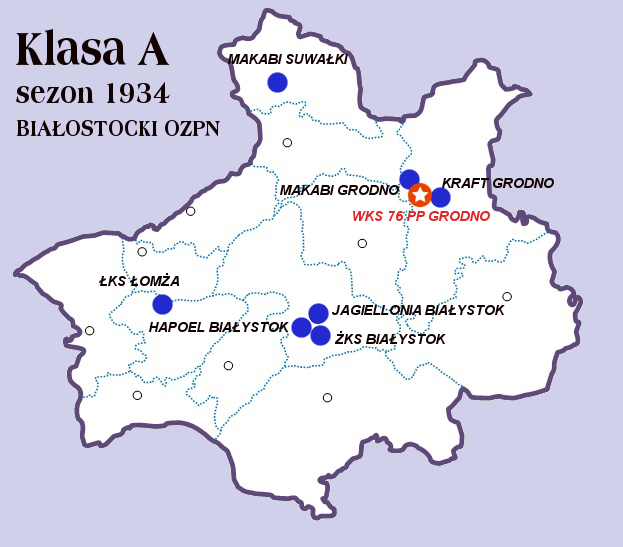
Klasa A Białystok 1934

6. Edycja okręgowych rozgrywek w piłce nożnej województwa białostockiego

W roku 1934 jak poprzednio system rozgrywek klasy A był dwufazowy. W pierwszej fazie drużyny zostały podzielone na 2 grupy terytorialne (białostocką i grodzieńską), których zwycięzcy spotkali się w dwumeczu o 1 miejsce. O utrzymanie w klasie A miały walczyć ostatnie drużyny z grup, jednak z pwoodu fuzji klubów grodzieńskich oraz powiększeniu A klasy nikt z niej nie spadł.
| Rozgrywki | Poziomy rozgrywkowe w sezonie 1934 | Poziomy rozgrywkowe w sezonie 1934 | Poziomy rozgrywkowe w sezonie 1934 | Poziomy rozgrywkowe w sezonie 1934 | Poziomy rozgrywkowe w sezonie 1934 | Poziomy rozgrywkowe w sezonie 1934 | Poziomy rozgrywkowe w sezonie 1934 |
| --------- | ---------------------------------- | ---------------------------------- | ---------------------------------- | ---------------------------------- | ---------------------------------- | ---------------------------------- | ---------------------------------- |
| Centralne | I poziom ligowy                    | Liga                               | Liga                               | Liga                               | Liga                               | Liga                               | Liga                               |
| Okręgowe  | II poziom ligowy                   | Klasa A - gr.I                     | Klasa A - gr.I                     | Klasa A - gr.I                     | Klasa A - gr.II                    | Klasa A - gr.II                    | Klasa A - gr.II                    |
| Okręgowe  | III poziom ligowy                  | Klasa B gr.I                       | Klasa B gr.II                      | Klasa B gr.III                     | Klasa B gr.IV                      | Klasa B gr.V                       | Klasa B gr.VI                      |

## Klasa A - II poziom rozgrywkowy

### Faza zasadnicza (grupowa)
| Lp.                    | Drużyna               | M | Z | R | P | Bramki | Bramki | Różn. | Pkt. | Uwagi        |
| ---------------------- | --------------------- | - | - | - | - | ------ | ------ | ----- | ---- | ------------ |
| Grupa I (białostocka)  |                       |   |   |   |   |        |        |       |      |              |
| 1                      | ŁKS Łomża (b)         | 6 | 5 | 1 | 0 | 20     | 6      | +14   | 11   | Baraż o 1-me |
| 2                      | Jagiellonia Białystok | 6 | 3 | 1 | 2 | 24     | 12     | +12   | 7    |              |
| 3                      | ŻKS Białystok         | 6 | 3 | 0 | 3 | 16     | 21     | -5    | 6    |              |
| 4                      | Hapoel Białystok      | 6 | 0 | 0 | 6 | 2      | 23     | -21   | 0    |              |
| Grupa II (grodzieńska) |                       |   |   |   |   |        |        |       |      |              |
| 1                      | WKS Grodno            | 6 | 5 | 0 | 1 | 23     | 5      | +18   | 10   | Baraż o 1-me |
| 2                      | Makabi Grodno         | 6 | 4 | 1 | 1 | 18     | 8      | +10   | 9    |              |
| 3                      | Kraft Grodno          | 6 | 2 | 0 | 4 | 7      | 24     | +17   | 4    |              |
| 4                      | Makabi Suwałki        | 6 | 0 | 1 | 5 | 3      | 14     | -11   | 1    |              |

### Baraż o mistrzostwo okręgu
| Finał (dwumecz) | Finał (dwumecz) | Finał (dwumecz)        | Finał (dwumecz) |
| --------------- | --------------- | ---------------------- | --------------- |
| 1               | ?.?.1932        | WKS Grodno : ŁKS Łomża | 5:0             |
| 2               | ?.?.1932        | ŁKS Łomża : WKS Grodno | 2:3             |

### Ostateczna klasyfikacja
| Lp. | Drużyna               | M | Z | R | P | Bramki | Bramki | Różn. | Pkt. | Uwagi         |
| --- | --------------------- | - | - | - | - | ------ | ------ | ----- | ---- | ------------- |
| 1   | WKS Grodno            | 6 | 5 | 0 | 1 | 23     | 5      | +18   | 10   | Elim. do ligi |
| 2   | ŁKS Łomża (b)         | 6 | 5 | 1 | 0 | 20     | 6      | +14   | 11   |               |
| 3-4 | Makabi Grodno         | 6 | 4 | 1 | 1 | 18     | 8      | +10   | 9    |               |
| 3-4 | Jagiellonia Białystok | 6 | 3 | 1 | 2 | 24     | 12     | +12   | 7    |               |
| 5-6 | ŻKS Białystok         | 6 | 3 | 0 | 3 | 16     | 21     | -5    | 6    |               |
| 5-6 | Kraft Grodno          | 6 | 2 | 0 | 4 | 7      | 24     | +17   | 4    |               |
| 7-8 | Makabi Suwałki        | 6 | 0 | 1 | 5 | 3      | 14     | -11   | 1    |               |
| 7-8 | Hapoel Białystok      | 6 | 0 | 0 | 6 | 2      | 23     | -21   | 0    |               |

- Drużyna WKS Grodno rozegrała eliminację do Ligi, które przegrała i w następnym sezonie wystąpi w klasie A.
- Przed sezonem zmiana nazwy 76 PP Grodno na WKS Grodno (połączenie z Cresovią oraz innymy klubami wojskowymi z Grodna).
- W związku z powiększeniem klasy A do 10 zespołów nikt nie został zdegradowany.
- Awans z klasy B uzyskały drużyny Warmia Grajewo, Makabi Białystok. Zespół Makabi Białystok przed następnym sezonem połączył się z ŻKS tworząc klub o nazwie ŻKS Makabi Białystok.

## Klasa B - III poziom rozgrywkowy

### Eliminacje do klasy A
Eliminacje toczyły się systemem pucharowym. 

| Finał (dwumecz) | Finał (dwumecz) | Finał (dwumecz)                   | Finał (dwumecz) |
| --------------- | --------------- | --------------------------------- | --------------- |
| 1               | ?.?.1934        | Makabi Białystok : Warmia Grajewo | 1:0             |
| 2               | ?.?.1934        | Warmia Grajewo : Makabi Białystok | 0:0             |

- w związku z fuzją A klasowego ŻKS i Makabi Białystok awansowała także Warmia.

### Faza zasadnicza - grupowa
| Lp.                   | Drużyna           | M | Z | R | P | Bramki | Bramki | Różn. | Pkt. | Uwagi         |
| --------------------- | ----------------- | - | - | - | - | ------ | ------ | ----- | ---- | ------------- |
| Grupa I (białostocka) |                   |   |   |   |   |        |        |       |      |               |
| 1                     | Makabi Białystok  |   |   |   |   |        |        |       |      | Elim. do kl.A |
| ?                     | Ognisko Białystok |   |   |   |   |        |        |       |      |               |
| ?                     | Kadr Sokółka      |   |   |   |   |        |        |       |      |               |
| ?                     | b.d.              |   |   |   |   |        |        |       |      |               |

| Lp.                  | Drużyna             | M | Z | R | P | Bramki | Bramki | Różn. | Pkt. | Uwagi         |
| -------------------- | ------------------- | - | - | - | - | ------ | ------ | ----- | ---- | ------------- |
| Grupa II (łomżyńska) |                     |   |   |   |   |        |        |       |      |               |
| ?                    | Makabi Łomża        |   |   |   |   |        |        |       |      | Elim. do kl.A |
| ?                    | ŁKS Legjon II Łomża |   |   |   |   |        |        |       |      |               |
| ?                    | Gwiazda Łomża       |   |   |   |   |        |        |       |      |               |
| ?                    | Jutrznia Ostrołęka  |   |   |   |   |        |        |       |      |               |

- Nieznana jest kolejność drużyn. [1]

| Lp.       | Drużyna        | M | Z | R | P | Bramki | Bramki | Różn. | Pkt. | Uwagi         |
| --------- | -------------- | - | - | - | - | ------ | ------ | ----- | ---- | ------------- |
| Grupa III |                |   |   |   |   |        |        |       |      |               |
| 1         | Warmia Grajewo |   |   |   |   |        |        |       |      | Elim. do kl.A |
| ?         | b.d.           |   |   |   |   |        |        |       |      |               |
| ?         | b.d.           |   |   |   |   |        |        |       |      |               |
| ?         | b.d.           |   |   |   |   |        |        |       |      |               |

| Lp.      | Drużyna | M | Z | R | P | Bramki | Bramki | Różn. | Pkt. | Uwagi         |
| -------- | ------- | - | - | - | - | ------ | ------ | ----- | ---- | ------------- |
| Grupa IV |         |   |   |   |   |        |        |       |      |               |
| 1        | b.d.    |   |   |   |   |        |        |       |      | Elim. do kl.A |
| ?        | b.d.    |   |   |   |   |        |        |       |      |               |
| ?        | b.d.    |   |   |   |   |        |        |       |      |               |
| ?        | b.d.    |   |   |   |   |        |        |       |      |               |

| Lp.     | Drużyna | M | Z | R | P | Bramki | Bramki | Różn. | Pkt. | Uwagi         |
| ------- | ------- | - | - | - | - | ------ | ------ | ----- | ---- | ------------- |
| Grupa V |         |   |   |   |   |        |        |       |      |               |
| 1       | b.d.    |   |   |   |   |        |        |       |      | Elim. do kl.A |
| ?       | b.d.    |   |   |   |   |        |        |       |      |               |
| ?       | b.d.    |   |   |   |   |        |        |       |      |               |
| ?       | b.d.    |   |   |   |   |        |        |       |      |               |

| Lp.      | Drużyna | M | Z | R | P | Bramki | Bramki | Różn. | Pkt. | Uwagi         |
| -------- | ------- | - | - | - | - | ------ | ------ | ----- | ---- | ------------- |
| Grupa VI |         |   |   |   |   |        |        |       |      |               |
| 1        | b.d.    |   |   |   |   |        |        |       |      | Elim. do kl.A |
| ?        | b.d.    |   |   |   |   |        |        |       |      |               |
| ?        | b.d.    |   |   |   |   |        |        |       |      |               |
| ?        | b.d.    |   |   |   |   |        |        |       |      |               |

## Źródła
- Jerzy Górko, Piłkarskie Dzieje Podlasia, Żelechów: sendsport.pl księgarnia kibica, [cop. 2010], ISBN 978-83-61418-03-0, OCLC 823782412. Brak numerów stron w książce
- Klubowa historia polskiej piłki nożnej do 1939 roku Tom I, regiony, baraże, frekwencja. Jan Goksiński, ISBN 978-83-935604-3-1
- Dziennik Białostocki rok 1934
- Przegląd Sportowy rok 1934
- Stadjon rok 1934